# Laneast
Laneast is een civil parish in het Engelse graafschap Cornwall. In 2001 telde de civil parish 164 inwoners. De civil parish telt 38 monumentale panden.